# Polycopsis
Polycopsis is een geslacht van kreeftachtigen uit de klasse van de Ostracoda (mosselkreeftjes).

## Soorten
- Polycopsis campacta Chavtur, 1981
- Polycopsis cincinnata (Apostolescu, 1959) Kozur, 1971 †
- Polycopsis compacta Chavtur, 1981
- Polycopsis kroemmelbeini Kozur, 1971 †
- Polycopsis levis Kozur, 1970 †
- Polycopsis pacifica Chavtur, 1977
- Polycopsis quadridentata Bonaduce, Ciampo & Masoli, 1976
- Polycopsis radiata Kozur, 1971 †
- Polycopsis semiplicata Margerie, 1967 †
- Polycopsis serrata Mueller, 1894
- Polycopsis vietnamiensis Chavtur, 1983